# 马修·帕克
马修·帕克（Matthew Parker；1504年8月6日—1575年5月17日）是一位英格兰主教，从1559年直到1575年为英格兰教会的坎特伯雷大主教，也曾担任剑桥大学校长。他是一位有影响力的神学家，是三十九條信綱的主要作者、英国国教神学思想的奠基人之一。
帕克利用自己搜集的古代英语手稿如《圣奥古斯丁福音书》和“A版”《盎格鲁-撒克逊编年史》证明英格兰教会在历史上是独立于罗马的。他与劳伦斯·诺埃尔一起，为盎格鲁-撒克逊研究奠定了基础。

## 早年 (1504–1525)
马修·帕克是威廉（1516年去世）和爱丽丝·帕克（本姓Monins，1553年去世）的长子，1504年8月6日出生于诺里奇。威廉和爱丽丝共育有六个孩子，他是三子，也是活过婴儿期的最大的孩子 。父亲是名富有的精纺工，爷爷尼古拉斯·帕克在1450年至1483年间任多位坎特伯雷大主教的书记官。威廉·帕克去世后的三四年内，爱丽丝·帕克与约翰·贝克（John Baker）结婚 。他们的儿子也叫约翰，后来成为帕克的遗嘱执行任之一 。
帕克在诺里奇的费伊桥街（Fye Bridge Street，今Magdalen Street）长大 ，在家里接受教育。据他自己回忆，他有过六名男老师，大部分是牧师。
1520年，16岁的帕克升入剑桥大学，就读于贝内特学院（Bene't College，即今剑桥大学基督圣体学院），师从理查德·库珀（Richard Cowper）  。1520年3月20日，在学院学习六个月后，他获得奖学金并成为学院的读经生（Bible clerk），从校外旅馆搬入学院内居住。在剑桥，他读到了馬丁·路德和一些大陆已婚神学家的书籍，宣布支持神职人员婚姻。他与托马斯·比尔尼的圈子有联系，他本人也成为比尔尼的追随者。1525年，帕克毕业，获文学学士学位。

## 在剑桥 (1525–1547)
帕克于1527年4月20日成为执事，6月15日成为牧师。9月，他成为母校院士。比尔尼因异端罪于1531年8月被判处火刑时帕克在场，并为比尔尼辩护。
约1527年，帕克受到红衣主教托馬斯·沃爾西邀请去牛津红衣主教学院执教，但帕克和托马斯·克兰默一起拒绝了沃尔西的邀请。
1528年，他开始攻读文学硕士学位。1533年，克兰默给予他传道许可，他开始在剑桥附近传道。他曾担任过安妮·博林的专职牧师，1535年至1547年受命为萨福克郡小村斯托克（Stoke-by-Clare）一所法政牧师学院的院长。
任院长期间，他仍保留着剑桥大学的院士头衔，并邀请剑桥的教授到斯托克讲学，使得濒临倒闭的学院得以复兴。1536年安妮被捕后，将她的孩子伊丽莎白委托给帕克照看，他也以此为荣。1535年7月，他又取得神学学士学位，1537年成为亨利八世的专职牧师，1538年7月获得神学博士头衔。
1539年，斯托克有人向大法官第一代瓦尔登的奥德利男爵托马斯·奥德利举报他为异端，但没有成功，奥德利认为这只是污蔑。1541年，他成为伊利大教堂名誉牧师（Prebendary）。
1544年12月4日，经亨利推荐，他获选基督圣体学院院长。他开始整顿学院的财政体系，并开始整修学院，大幅改善了学生们的生活水平。次年1月，他获选为剑桥大学校长。任校长期间，他和校监斯蒂芬·加德纳不睦。

## 大主教
伊丽莎白一世登基后，他在1559年8月1日成为坎特伯雷大主教。但由于时局混乱，其晋升手续存在一些程序上的问题，因此其有效性在后世引起争议。他在任期间极力避免参与政治，从未加入伊丽莎白的枢密院。1575年5月17日，帕克去世，葬于兰贝斯宫的礼拜堂中。

## 作品
- Bruce, John; Perowne, Thomas Thomason (编). . Cambridge: Cambridge University Press. 1853. OCLC 1042451376.
- Parker, Matthew.  1st. London: John Daye. 1560.
- Parker, Matthew. . Hannover: typis Wechelianis, apud Claud. Marnium & haeredes Ioannis Aubrii. 1605 （拉丁语）.
- Parker, Matthew. . 1736.
- Parker, Matthew. . 1777 （拉丁语）.
- Parker, Matthew. . 1909.
- Parker, Matthew. . 1729 （拉丁语）.
- Matthew, Parker. . 1571.

## 扩展阅读
- Birt, Henry Norbert. . London: G.Bell. 1907. OCLC 458548984.
- Graham, Timothy; Watson, Andrew G. . Cambridge: Cambridge Bibliographical Society. 1998. ISBN 9-780-90220-556-7.
- Neville, Alexander. . 由Woods, Richard翻译. 1615  [2022-03-08]. （原始内容存档于2022-03-12）.
- Perry, Edith Weir.  2nd. London: Allen & Unwin. 1964 [1940]. OCLC 977200687.
- .  21. 1920.
- Strype, John. . London: Clarendon Press. 1821. OCLC 2430394. Volumes 2 and 3